# 深淵 (曲)
「深淵」（しんえん）は、2021年6月18日にYouTubeで公開された、ヰ世界情緒×花譜の楽曲である。当初はヰ世界情緒「深淵 feat.花譜」という表記であった。2023年4月1日付で、デジタルシングルとして配信リリースされた。
2021年5月20日にリリースされたBilibiliによるスマートフォン向けゲーム「ブラック・サージナイト」のイメージソングである。

## 概要
バーチャルアーティストグループV.W.Pの楽曲シリーズのうち、2人組で歌う“派生曲”として制作されている。
作詞・作曲・編曲は香椎モイミによる。Mixは＄ＫＩＹＡＫＩ＄ＫＩ。
イメージソングへの起用は2021年5月14日に発表された。当初は予定されていなかったが、その反響からゲーム内にも実装された。発売元のBilibiliとは、本作以降も「アーテリーギア-機動戦姫-」にて再度コラボレーションを行っている。配信シングルとしてのリリースは2023年3月30日に豊洲PITにて開催されたライブイベント「KAMITSUBAKI FES ‘23」の初日公演にて発表された。
ミュージックビデオの制作およびタイポグラフィはぬヴェントス。CGディレクターはあるし、イラストレーターはSOLANIおよび晕欧欧であった。ミュージックビデオはYouTubeで100万再生を突破している。

## ライブでの演奏
2021年6月11日に開催された『花譜 2nd ONE-MAN LIVE「不可解弐REBUILDING」の「不可解弐Q1:RE-形を失った世界で僕らは-」にて、「深淵 feat. ヰ世界情緒」として演奏された
2022年4月17日に豊洲PITで開催された『V.W.P 1st ONE-MAN LIVE「現象」』では、第二部の派生曲のパートの最後に演奏された。

## 評価
バーチャルシンガー幸祜は、ヰ世界情緒の楽曲の中で好きなものに挙げている。2人の声にしか出せない世界があり、特にヰ世界情緒の声には神聖さが感じられると語っている。ライターのオグマフミヤは、一曲の中で感情のグラデーションがあり、次第に激しさを増していく楽曲と表現している。